# Coelidia cochloea
Coelidia cochloea är en insektsart som beskrevs av Nielson 1983. Coelidia cochloea ingår i släktet Coelidia och familjen dvärgstritar. Inga underarter finns listade i Catalogue of Life.